# Meritaton
Meritaton (egipčansko mrii.t-itn) je bila princesa iz Osemnajste eipčanske dinastije in velika kraljeva žena faraona Smenhkareja. 
Njeno ime pomeni "Atonova ljubljenka". Aton je bil sončno božanstvo, ki ga je častil njen oče, faraon Ehnaton. Imela je več naslovov, opravljala uradne posle za svojega očeta in postala velika kraljeva žena faraona Smenhkareja, ki je bil morda Ehnatonov brat ali sin. Meritaton je morda vladala kot samostojna faraonka pod imenom Ankheperure Neferneferuaton.

## Družina
Meritaton je bila prva od osmih hčera faraona Ehnatona in njegove velike kraljeve žene Nefretete. Njene sestre so bile: Meketaton, Ankhesenpaaton, Neferneferuaton Tašerit, Neferneferure in Setepenre. V diplomatskem  pismu Abimilkija Tirskega in drugih pismih je  omenjena  kot Majati.  Omembe se običajno datirajo v zadnji del Ehnatonovega vladanja, ko je Meritatonin položaj na dvoru postal pomembnejši, možno pa je, da se nanaša na njeno rojstvo.
Napisi omenjajo mlado princeso z imenom Meritaton Tašerit, ki je bila morda hčerka  Meritaton in Smenhkareja. Napisi iz Ašmuneina kažejo, da je bila Meritaton-Tašerit Meritatonina hči. Prizor je iz Ehnatonove vladavine, kar pomeni, da bi bil oče mlade princese lahko Ehnaton. Če je tako, pomeni, da je Ehnaton vzel za žene svoje hčerke. Druga princesa z imenom Ankhesenpaaton Tašerit je bila predlagana kot še ena Meritatonina hči, vendar je bila bolj verjetno hči Anhesenamon.

## Življenje

### Zgodnja leta v Tebah
Meritaton je bila najverjetneje rojena  v Tebah, morda  še preden je Ehnaton prišel na egipčanski prestol, ker naj bi službovala v petem letu njegovega vladanja. Kraljeva družina je najprej živela v Tebah v palači, ki je bila morda del Ehnatonovega tempeljskega kompleksa v Karnaku. Natančna raba zgradb v Karnaku ni znana, prizori, ki krasijo Teni-menu  pa kažejo, da je morda služil kot rezidenca. Meritaton je na reliefih v tempeljskem kompleksu Hut-Benben upodobljena ob svoji materi Nefretete. Hut-Benben je bil povezan z Nefretete, ki je upodobljena kot glavna upraviteljica in kot velika kraljeva žena najvišja svečenica. Meritaton v enem od prizorov stoji za materjo in stresa sistrum. V nekaterih prizorih se pojavljata tudi njeni mlajši sestri Meketaton in Anhesenamon, vendar ne tako pogosto kot Meritaton.

### Amarnska princesa
V petem letu očetovega vladanja se je Meritaton pojavila na mejni steli, ki je označevala  meje nove prestolnice, kamor je njen oče preselil kraljevo družino in svoje uradnike. Njena podoba se pojavlja na slikah v templjih, grobnicah in zasebnih kapelah. Prikazana ni samo na slikah iz faraonovega družinskega življenja, značilnih za amarnsko obdobje, ampak tudi na tistih, ki prikazujejo uradne slovesnosti.
Zgradbi v Amarni, najbolj povezani z Meritaton, sta Severna palača in Maru-Aton. Maru-Aton se je nahajal južno od mestnih meja Amarne. Sestavljen je bil iz dveh ograjenih prostorov z bazeni ali jezeri in paviljoni na območju, zasajenem z drevesi. Na umetnem otoku je bila stebriščna zgradba s pločnikom, poslikanim s prizori iz narave.
Zdi se, da so Meritatonino ime v Severni palači in Maru-Atonu na več mestih  zamenjali z imenom druge kraljeve gospe, kar se je razlagalo kot dokaz Nefretetinega nezadovoljstva in izgona z dvora. Pred kratkim se je izkazalo, da so izbrisani napisi pripadali Kiji, eni od manj pomembnih Ehnatonovih žena, kar je ovrglo prejšnjo razlago.

### Velika kraljeva žena
Meritaton se je neznano kdaj poročila s Smenhkarejem in postala njefova velika kraljeva žena. Skupaj z njim je upodobljena v grobnici Merijeja II., kateremu podeljujeta časti in darila. Kronologija zadnjih let amarnskega obdobja je nejasna. Za Smenhkareja velja, da je bil Ehnatonov sovladar, Nefretete pa je še naprej ostala Ehnatonova velika kraljeva žena. Naslov je imela še v 16. letu Ehnatonovega vladanja, kar pomeni, da je bil Smenhkare nekaj časa Ehnatonov sovladar.
Meritaton je omenjena na zlatih marjeticah, ki so krasile oblačilo, najdeno v Tutankamonovi grobnici. Omenjena je tudi na leseni skrinji, v kateri naj bi hranili platnena oblačila. Na skrinji sta omenjena kralja Neferheperure-Vaenre (Ehnaton) in Ankheperure-mr-vaenre ter Neferneferuaton-mr-vaenre in velika kraljeva žena Meritaton.
Po mnenju nekaterih znanstvenikov je Ankheperure Smenhkare vladal skupaj z Meritaton,  leto po Ehnatonovi smrti pa je umrl tudi on. Teoretično je bila  Meritaton "kraljeva hči Akenkeres", ki je v Manetonovem Epitomu prevzela prestol in vladala samostojno kot Neferneferuaton. Vladala nej bi dve leti in en mesec. Maneton jo je umestil neposredno pred Rathotisa, za katerega se domneva, da je bil Tutankamon.
Arheolog Alain Zivie trdi, da je bila Meritaton tudi Tutankamonova vzgojiteljica, v nekaterih zapisih omenjena kot Maja. Zivie trdi tudi to, daj bil kipar Tutmoz, ki ga je Ehnaton imenoval za vezirja, ustvarjalec slavnega Nefretetinega doprsnega kipa.

## Smrt in pokop
Zapis na mejni steli omenja, da je Meritaton želela biti pokopana v Ahet-Atonu (Amarna).
"Grobnico naj mi naredijo na vzhodni gori Ahetatona. Naj me pokopljejo v njej, ob milijonih jubilejev, ki jih je zame odredil Aton, moj oče. Naj bo v njem pokopana velika kraljeva žena Nefretete, v milijonih let, ki ji jih je zanjo odredil Aton, moj oče. Naj se v njem opravi pokop kraljeve hčerke Meritaton, v teh milijonih let."
V kraljevi grobnici v Amarni so bili kmalu po Ehnatonovi smrti pokopani Meketaton, Tije in Ehnaton. Meritaton so zato pokopali v neki drugi kraljevi grobnici v Amarni.